# العلاقات التشادية السيشلية
العلاقات التشادية السيشلية هي العلاقات الثنائية التي تجمع بين تشاد وسيشل.

## مقارنة بين البلدين
هذه مقارنة عامة ومرجعية للدولتين:
| وجه المقارنة                                              | تشاد                      | سيشل                                                |
| --------------------------------------------------------- | ------------------------- | --------------------------------------------------- |
| المساحة (كم2)                                             | 1.28 مليون                | 459                                                 |
| عدد السكان (نسمة)                                         | 15.23 مليون               | 95.84 ألف                                           |
| الكثافة السكانية (ن./كم²)                                 | 11.9                      | 20.88 ألف                                           |
| العاصمة                                                   | انجمينا                   | فيكتوريا                                            |
| اللغة الرسمية                                             | لغة فرنسية، اللغة العربية | لغة فرنسية، لغة إنجليزية، اللغة الكريولية السيشيلية |
| العملة                                                    | فرنك وسط أفريقي           | روبية سيشلية                                        |
| الناتج المحلي الإجمالي (بليون دولار)                      | 9.98 مليار                | 1.49 مليار                                          |
| الناتج المحلي الإجمالي (تعادل القوة الشرائية) بليون دولار | 30.54 مليار               | 2.54 مليار                                          |
| الناتج المحلي الإجمالي الاسمي للفرد دولار أمريكي          | 775                       | 15.48 ألف                                           |
| الناتج المحلي الإجمالي للفرد دولار أمريكي                 | 2.18 ألف                  | 26.42 ألف                                           |
| مؤشر التنمية البشرية                                      | 0.392                     | 0.772                                               |
| رمز المكالمات الدولي                                      | +235                      | +248                                                |
| رمز الإنترنت                                              | .td                       | .sc                                                 |
| المنطقة الزمنية                                           | ت ع م+01:00               | ت ع م+04:00                                         |

## منظمات دولية مشتركة
يشترك البلدان في عضوية مجموعة من المنظمات الدولية، منها:
| علم المنظمة | اسم المنظمة                                 | تاريخ انضمام تشاد | تاريخ انضمام سيشل |
| ----------- | ------------------------------------------- | ----------------- | ----------------- |
|             | يونسكو                                      | 19 ديسمبر 1960    | 18 أكتوبر 1976    |
|             | وكالة ضمان الاستثمار متعدد الأطراف          | 11 يونيو 2002     | 15 سبتمبر 1992    |
|             | الأمم المتحدة                               | 20 سبتمبر 1960    | 21 سبتمبر 1976    |
|             | مجموعة دول أفريقيا والكاريبي والمحيط الهادئ | ?                 | ?                 |
|             | الاتحاد البريدي العالمي                     | ?                 | ?                 |
|             | البنك الدولي للإنشاء والتعمير               | 10 يوليو 1963     | 29 سبتمبر 1980    |
|             | الاتحاد الدولي للاتصالات                    | 25 نوفمبر 1960    | 17 سبتمبر 1999    |
|             | منظمة حظر الأسلحة الكيميائية                | ?                 | 29 أبريل 1997     |
|             | مؤسسة التمويل الدولية                       | 2 أبريل 1998      | 11 يونيو 1981     |
|             | المركز الدولي لتسوية المنازعات الاستشارية   | 14 أكتوبر 1966    | 19 أبريل 1978     |
|             | منظمة الشرطة الجنائية الدولية               | ?                 | 1 سبتمبر 1977     |
|             | الاتحاد الأفريقي                            | ?                 | ?                 |
|             | البنك الإفريقي للتنمية                      | ?                 | ?                 |

## وصلات خارجية
- موقع وزارة الخارجية السيشلية